# Viharni strakoš
Vihárni strákoš (znanstveno ime Hydrobates leucorhous) je manjša morska ptica iz reda cevonoscev (Procellariiformes). Spada v družino strakošev (Hydrobatidae), v rod Hydrobates.  Znanstveno ime izvira iz starogrškega jezika - Hydrobates iz hydōr "voda", batēs "hodec" in  leucorhous iz leukos, "belo" in orrhos, "trtica". Prej je bil uvrščen v rod Oceanodroma, preden je bil ta rod sinonimiziran z rodom Hydrobates.
Podoben je evropskemu strakošu (Hydrobates pelagicus), ima pa razločno viličast rep in tudi noge mu ne segajo prek repa. Gnezdi na težko dostopnih otokih v hladnejših severnih predelih Atlantskega in Tihega oceana. Med gnezdenjem se zadržuje v kolonijah blizu morja v skalnatih razpokah. Samica izleže eno belo jajce.

## Podvrste
- H. l. leucorhous — (Vieillot, 1818) — obale Tihega ocena in Srvernega Atlantika
- H. l. chapmani — von Berlepsch, 1906 — Coronadi in Otok San Benito (Mehika)